# كيرك باورز
كيرك باورز (بالإنجليزية: Kirk Powers)‏ هو عازف قيثارة أمريكي، ولد في 24 نوفمبر 1957.

## وصلات خارجية
- الموقع الرسمي